# Masculinidad inclusiva
La masculinidad inclusiva o masculinidad incluyente es un enfoque para pensar sobre la masculinidad en el contexto de los cambios sociales que han socavado la masculinidad hegemónica tradicional y su homofobia asociada, que han llevado a los varones a evitar ciertos comportamientos por temor a ser percibidos públicamente como homosexuales; sostiene que hay cada vez más espacios sociales en los que ya no necesitan comportarse de manera hipermasculina para ser aceptados. Cuando esto ocurre, los varones pueden participar en una variedad de prácticas que antes eran femeninas sin temor a ser percibidos como homosexuales o débiles.
La teoría fue publicada en 2009 por Eric Anderson en un libro llamado "Masculinidad inclusiva".: 4  También fue mencionado por Mark McCormack en un libro de 2012.: 4 
Se puede contrastar con las visiones de la masculinidad contemporánea como una crisis y que necesita restauración.